# Asociación nacional de fútbol de Sealand
La Asociación nacional de fútbol de Sealand (en inglés: Sealand National Football Association (SNFA)) es la asociación deportiva que dirige la selección nacional de Sealand. Fue fundada en el 2003 por Michael Bates.
La SNFA reanudó sus actividades en 2009, y el 23 de diciembre de ese año, Neil Forsyth fue nombrado el nuevo jefe del órgano de gobierno revivido y el entrenador de la selección nacional.
La SNFA no está afiliada ni a la FIFA ni a la UEFA así que sus partidos no son reconocidos por esas dos identidades, pero estuvo afiliada a la NF Board provisionalmente desde el 2005 y siendo miembro oficial desde el 2006 hasta la desaparición de esta en 2013. Nunca ha participado de la Copa Mundial VIVA pese a su afiliación a la NF Board.
"The Seals" es el apodo oficial de la selección nacional siendo un juego de palabras con la palabra Seal (Foca en inglés) y Sealand.

Bandera de Sealand